# Ceratozetella redempta
Ceratozetella redempta är en kvalsterart som först beskrevs av Caroli och Maffia 1934.  Ceratozetella redempta ingår i släktet Ceratozetella och familjen Ceratozetidae. Inga underarter finns listade i Catalogue of Life.